# سفارت بریتانیا در واشینگتن
سفارت بریتانیا در واشینگتن (به انگلیسی: Embassy of the United Kingdom) یک منطقهٔ مسکونی و نمایندگی سیاسی این کشور در ایالات متحده آمریکا است که در واشینگتن، دی.سی. واقع شده‌است.